# Conrad L. Wirth
Conrad Louis Wirth, né le 1er décembre 1899 à Hartford dans le Connecticut et mort le 25 juillet 1993 à Williamstown dans le Massachusetts, est le sixième directeur du National Park Service américain entre 1951 et 1964.
La « Mission 66 » est son projet le plus notable.